# Петрівка Перша (Вознесенський район)
Петрі́вка Пе́рша — село в Україні, у Новомар'ївській сільській громаді Вознесенського району Миколаївської області. Населення становить 187 осіб. До 2018 року орган місцевого самоврядування — Костуватська сільська рада.

## Населення
Згідно з переписом УРСР 1989 року чисельність наявного населення села становила 209 осіб, з яких 91 чоловік та 118 жінок.
За переписом населення України 2001 року в селі мешкало 186 осіб.

### Мова
Розподіл населення за рідною мовою за даними перепису 2001 року:
| Мова       | Відсоток |
| ---------- | -------- |
| українська | 96,26 %  |
| молдовська | 3,21 %   |
| російська  | 0,53 %   |